# 基爾山
85°6′S 174°13′W / 85.100°S 174.217°W
基爾山是南極洲的山峰，位於杜費克海岸的麥克格雷格冰川北岸，處於克里利山以東3公里，屬於伊麗莎白女王嶺的一部分，現時由南極條約體系管理。